# Edward Kynaston
Edward Kynaston (Londres, c. 1640 - gener de 1706) va ser un actor anglès, un dels últims "boy players" de la Restauració, joves actors masculins que interpretaven papers femenins.

## Carrera
Kynaston va ser un dels últims actors del teatre de Restauració que va encarnar papers de dones. Era un home atractiu i feia els rols de dona de manera convincent.
Samuel Pepys el va qualificar com "la dama més encantadora que he vist en la meva vida" després de presenciar una producció de John Fletcher, The Loyal Subject al Cockpit-in-Court, "només la seva veu no era gaire bona". Pepys va sopar amb Kynaston després d'aquesta producció l'agost de 1660.
Part de l'atractiu de Kynaston podria haver sigut la seva sexualitat ambigua. L'actor Colley Cibber va recordar: "les dames de societat s'enorgullien en portar-lo amb elles en els seus carruatges a Hyde Park a Londres vestit amb els seus vestits teatrals després de l'obra". Cibber també va reportar que una actuació d'una tragèdia a la qual assistia el rei Carles II d'Anglaterra, va ser retardada una vegada perquè, com algú va explicar, Kynaston, qui interpretava a la reina, "no estava afaitat".
En 1660 es va permetre a les dones aparèixer en escena i el que els actors fessin papers femenins en drames seriosos fou fortament desmotivat. L'últim paper de Kynaston com a dona va ser en l'obra de Beaumont i Fletcher Maid 's Tragedy amb la companyia de Killigrew en 1661. Kynaston va continuar fent una carrera reeixida en papers masculins i va ser famós pel seu paper d'Enric IV de l'obra de Shakespeare. Es va retirar el 1699.

## En la ficció
Kynaston és encarnat per Billy Crudup en la pel·lícula de 2004 Bellesa Prohibida, dirigida per Sir Richard Eyre. El film és una adaptació de l'obra Compleat Female Stage Beauty de Jeffrey Hatcher.